# Институты народного образования
Институты народного образования (ИНО) — высшие педагогические учебные заведения, созданные в СССР на базе университетов и педагогических заведений. Готовили работников образования для общеобразовательных и профессиональных школ всех типов и воспитательных заведений. Первый ИНО был создан в 1920 году на базе Харьковского университета. Впоследствии они были созданы на базе значительного числа советских университетов. В этот период во многих вузах вместо целого ряда факультетов было образовано два-три: социального воспитания (трёх-четырёхлетнее обучение), профессионального образования (четырёхлетние обучение) и, в ряде случаев — рабочий факультет (трёхлетнее обучение).
В 1930-1933 годах на базе ИНО для подготовки профессиональных кадров были созданы институты социального воспитания и институты профессионального образования по принципу профессиональной ориентации, а в самих университетах была восстановлена прежняя структура.